# Kolędy (album Ziyo)
Kolędy – czwarty album zespołu Ziyo.
Zawiera jedenaście bożonarodzeniowych pieśni w aranżacjach rockowych. Wydany w roku 1992 na nośniku kasety magnetofonowej nakładem wydawnictwa Izabelin Studio. Nagrań dokonano w Izabelin Studio w okresie październik – listopad 1992. Realizacja – Andrzej Puczyński. Aranżacja i produkcja – Ziyo.
W 2004 roku album doczekał się reedycji. Płytę kompaktową wzbogaconą o dodatkowe 2 utwory wydała wytwórnia Metal Mind Productions. Nagrania bonusów dokonano w tarnowskim Spectrum Studio w okresie październik – grudzień 2000. Realizacja i miks – Leszek Łuszcz. Aranżacja i produkcja – Jerzy Durał.

## Lista utworów
Wydanie Izabelin Studio MC 1992
strona A
1. „Gdy się Chrystus rodzi”
2. „Wśród nocnej ciszy”
3. „Anioł pasterzom mówił”
4. „Oj Maluśki, Maluśki”
5. „Pójdźmy wszyscy do stajenki”

strona B
1. „Dzisiaj w Betlejem”
2. „Gdy śliczna Panna”
3. „Cicha noc”
4. „Bóg się rodzi”
5. „Przybieżeli do Betlejem”
6. „Lulajże Jezuniu”

Wydanie Matal Mind Productions CD 2004
1. „Gdy się Chrystus rodzi” – 2:19
2. „Wśród nocnej ciszy” – 3:26
3. „Anioł pasterzom mówił” – 3:28
4. „Oj Maluśki, Maluśki” – 5:28
5. „Pójdźmy wszyscy do stajenki” – 3:48
6. „Dzisiaj w Betlejem” – 3:20
7. „Gdy śliczna Panna” – 3:13
8. „Cicha noc” – 4:35
9. „Bóg się rodzi” – 4:23
10. „Przybieżeli do Betlejem” – 3:45
11. „Lulajże Jezuniu” – 2:36
12. „Oj Maluśki, Maluśki” – 3:42 (nowa wersja)
13. „Dzisiaj w Betlejem” – 3:58 (nowa wersja)

## Muzycy
źródło:.
- Jerzy Durał – śpiew, gitara
- Kris „Flipper” Krupa – perkusja, instrumenty perkusyjne
- Wojciech Klich – gitara, śpiew
- Adam Prucnal – instrumenty klawiszowe
- Sławomir Ujek – gitara basowa

gościnnie
- Edyta Bartosiewicz – śpiew
- Sławomir Wierzcholski – śpiew

bonusy
- Jerzy Durał – śpiew
- Kris „Flipper” Krupa – perkusja
- Piotr Sokołowski – gitara
- Mariusz Dziekan – instrumenty klawiszowe
- Piotr „Quentin” Wojtanowski – gitara basowa, gitara

## Wydawnictwa
- 1992 – Izabelin Studio (MC STUDIO IZABELIN 010)
- 2004 – Metal Mind Productions (CD MMP 0304)